# Ollie Watkins
Oliver George Arthur Watkins (Newton Abbot, 30 de dezembro de 1995) é um futebolista inglês que atua como centroavante. Atualmente joga no Aston Villa.
Formado no Exeter City, estreou profissionalmente pelo clube, destacou-se e ganhou o prêmio de melhor jogador jovem do ano da EFL Championship na temporada de 2016–17, despertando assim o interesse do Brentford e assinando contrato com time em 2017. Depois de três temporadas boas no Brentford, especialmente na 2019–20, onde foi artilheiro e melhor jogador da EFL Championship, assinou com o Aston Villa em setembro de 2020.

## Carreira

### Início no Exeter City
Ollie nasceu em 30 de dezembro de 1995, na cidade de Newton Abbot, no condado de Devon. Estudou na Decoy primary school e na South Dartmoor Community College, ao mesmo tempo que tentou ingressar na base do Exeter City aos 9 anos em 2003, mas não foi aprovado na primeira tentativa, entrando na base do clube apenas no ano seguinte. Watkins ganhou um bolsa de estudos no colégio em 2012, ao mesmo tempo em que fez 30 gols no Sub-18 na temporada de 2013–14 da Football League Youth Alliance South West Conference. Pelo seu desempenho, assinou seu primeiro contrato profissional com o Exeter em abril de 2014.
Watkins foi frequentemente utilizado como o reserva de Paul Tisdale durante os três primeiros meses da temporada 2014–15, porém depois de ter feito seu primeiro gol profissional  (o único da derrota   de 3–1 para o Coventry City na segunda rodada da Football League Trophy em 7 de outubro de 2014), Ollie só atuou em três partidas antes de ser emprestado ao Weston-Super-Mare, para disputar o restante da temporada em dezembro de 2014.

### Weston-Super-Mare
No dia 8 de dezembro de 2014, Watkins e seu companheiro de Exeter City Matt Jay ao Weston-Super-Mare pelo empréstimo de um mês. Depois de várias extensões contratuais, foi acertado que Watkins ficaria com os Seagulls até o fim da temporada 2014–15. Foi bem no seu restante de seu empréstimo, marcando 10 vezes em 25 partidas e retornando Exeter ao fim do acordo.

### Retorno ao Exeter
Em seu retorno, foi titular pela primeira vez na vitória de 2–1 no Devon derby com o Plymouth Argyle em 21 de novembro e fez seu primeiro gol da temporada no jogo seguinte, a vitória de 2–0 sobre o Port Vale na segunda rodada da FA Cup.
Em março de 2016, Watkins tornou-se titular do time. Teve atuações fantásticas no período, fazendo 4 gols em 6 jogos e devido a isso, foi eleito o melhor jogador jovem do mês da  English Football League e ganhou o prêmio de jogador do mês pelos fãs da PFA. Sua quantidade de gols aumentou aumentou e em meados de abril chegou a 8 gols em 10 jogos. Dois dos oito gols foram no Derby de Devon do returno do campeonato, tendo seu time vencido o Plymouth Argyle pelo placar de 2–1 e seu segundo escolhidos como o gol mais bonito da temporada do Exeter.
As atuações de Watkins nos dois últimos meses de 2015–16 fizeram com que na temporada seguinte se estabelecesse de vez no time titular do Exeter. Na temporada 2016–17, fez ao todo 52 partidas, marcando 6 gols e distribuindo 13 assistências, embora os Grecians tenham terminado a Football League Two perdendo por 2–1 para o Blackpool. Marcou um hat-trick na vitória de 4–1 sobre o Newport County em 31 de dezembro de 2016. Com suas cinco gols e suas cinco assistências durante janeiro de 2017, ganhou o prêmio de melhor jogador do mês da League Two. Em 9 de abril, ganhou o prêmio de jogador jovem do ano da EFL por sua boa temporada.

### Brentford
Em 18 de julho 2017, Watkins foi anunciado pelo Brentford para disputar a Championship, assinando contato por quatro anos com opção de renovação por mais um, por uma valor de transferência estimado em 1,8 milhões de euros. Fez seu primeiros gol pelo clube em 8 de agosto de 2017, na vitória de 3–1 sobre o AFC Wimbledon na primeira rodada da EFL Cup. Em 9 de agosto de 2019, assinou uma renovação por mais quatro anos com opção de renovação por mais um novamente.
Em 29 de setembro de 2019, Watkins fez um hat-trick na vitória de 3–1 sobre o Barnsley.  Fez 50 jogos e marcou 26 gols durante a temporada de 2019–20, terminando a temporada com uma derrota de 2–1 para o Fulham. Foi artilheiro da EFL Championship de 2019-20 juntamente com Aleksandar Mitrović, com 26 cada um, mas não ganhou a chuteira de ouro pelo fato do sérvio ter feito os tentos em menos tempo.  Foi eleito também o melhor jogador da EFL Championship de 2019–20.

### Aston Villa

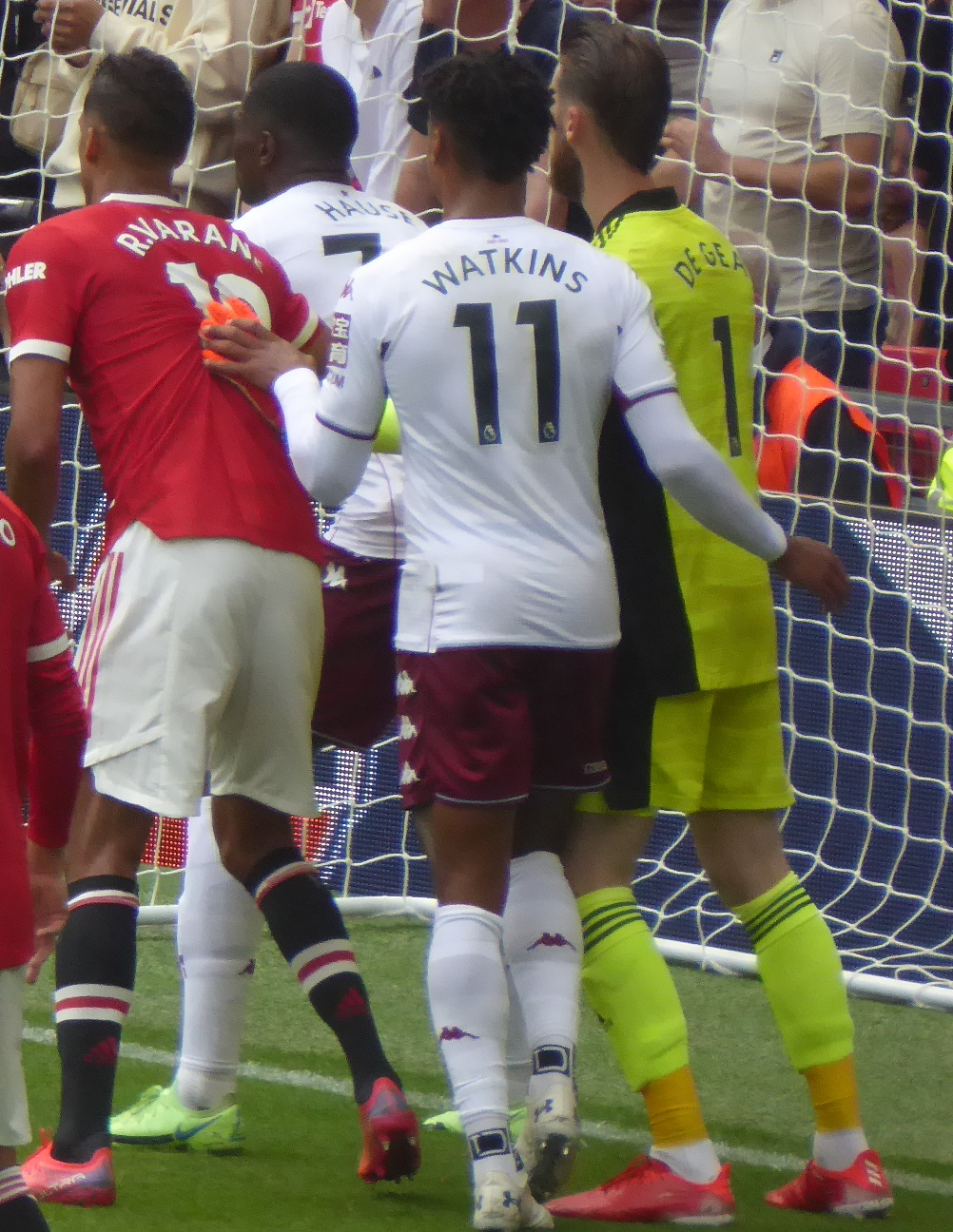
Ollie assumiu a camisa 11 do Villa desde sua chegada.

Em 9 de setembro de 2020, Watkins foi anunciado pelo Aston Villa por 28 milhões de euros (podendo chegar a 33 milhões), sendo essa a maior transferência do clube, assinando por cinco anos. Fez sua estreia em 15 de setembro de 2020, tendo feito um dos gols da vitória por 3–1 sobre o Burton Albion, em jogo da ELF Cup. Já sua estreia pela Premier League foi em 21 de setembro de 2020, na vitória de 1–0 sobre o Sheffield United.
Em 4 de outubro de 2020, Watkins fez seus primeiros gols na Premier League, fazendo um "hat-trick perfeito" (quando se faz um gol com a perna esquerda, direita e de cabeça) na goleada de 7–2 de sobre o Liverpool, tendo sido essa a primeira grande derrota dos Reds depois de 57 anos e a primeira vez que um atual campeão do torneio perdeu por sete gols em uma única partida.
Em 10 de abril de 2021, Watkins marcou novamente sobre o Liverpool, sendo a primeira vez desde Andrey Arshavin na temporada 2008–09 que um mesmo jogador faz quatro gols sobre os Reds em uma única temporada Premier League. Terminou a temporada com 14 gols em 37 jogos, sendo o artilheiro do clube na competição.

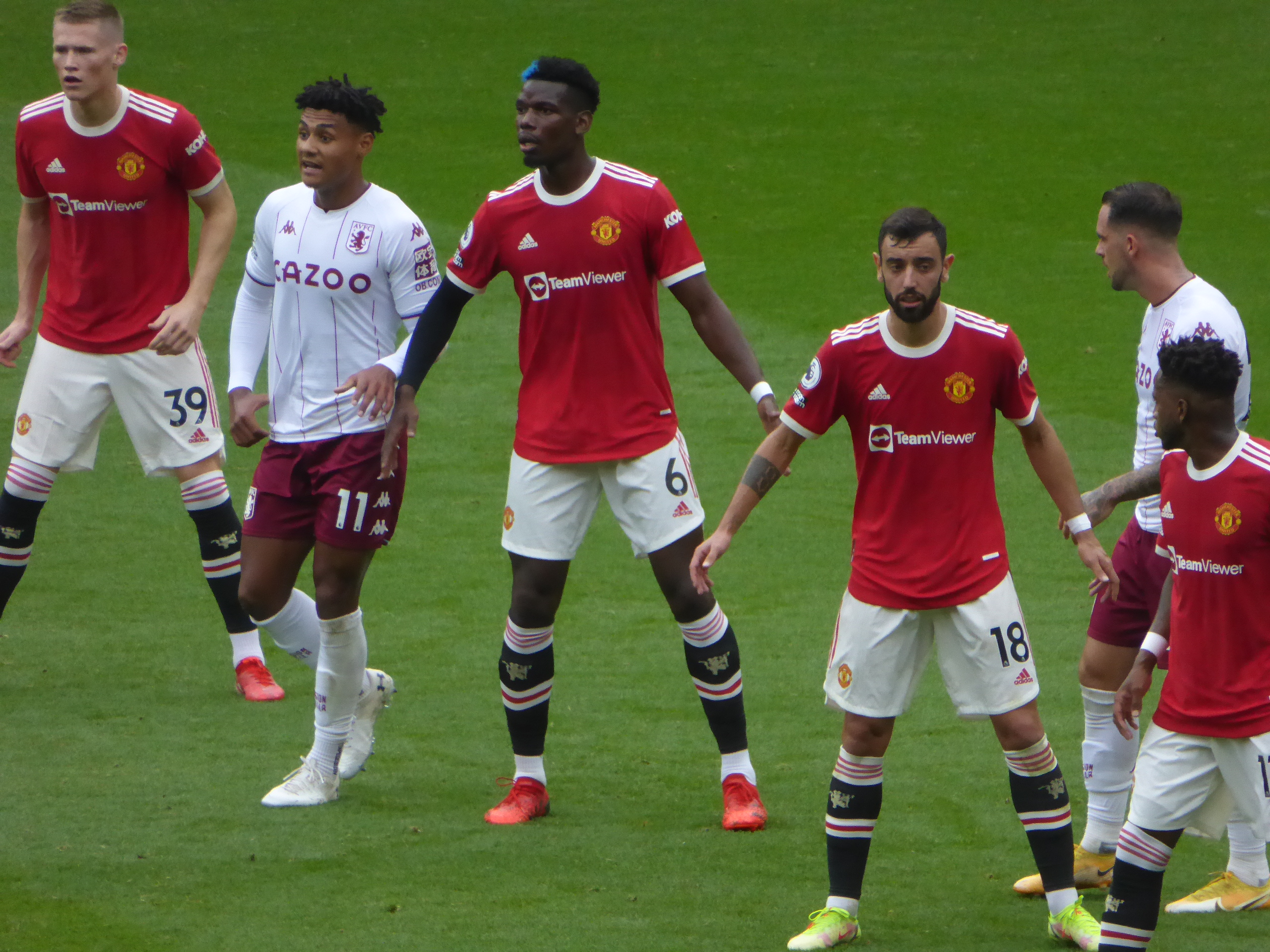
Watkins (11) contra o Manchester United em 2021.

Em sua segunda temporada, continuou a ser uma peça ofensiva muito relevante, mas não alcançou os 14 gols da época anterior. Nas 35 vezes que entrou em campo, atingiu as redes em 11 oportunidades na Premier League de 2021–22, mas mostrou qualidade ao estufar as redes do Tottenham Hotspur e do Manchester City ao longo das partidas. Apesar de ficar longe da artilharia (23), novamente se tornou o jogador com mais gols pelo Villa e superou o número de gols de importantes jogadores como Bernardo Silva, Phil Foden e Bruno Fernandes.
Quando retornou aos gramados na Premier League de 2022–23, conseguiu sua época de maior sucesso individual até aquele momento. Com 37 partidas, chegou às redes em 15 oportunidades, tendo grande sequência goleadora entre os quatro primeiros meses de 2023.
No dia 21 de janeiro, iniciou a sequência ao estufar as redes do Southampton, depois, seguiu a fazer gols contra o Leicester, Manchester City, Arsenal e Everton. Depois de um jogo sem vencer o goleiro, voltou a marcar em um empate por 1–1 contra o West Ham na 27ª jornada.
Depois da 28ª novamente sem sucesso individual, retornou ao caminho dos gols na 29ª, onde marcou um gol na vitória por 2–0 contra o Chelsea em Stamford Bridge. Nas partidas que sucederam, mostrou o faro artilheiro contra o Leicester, Nottingham Forest e concluiu a fase com seu único doblete na Premier League diante o Newcastle. Na 38ª rodada, despediu-se dos gramados com mais um gol contra o Brighton.

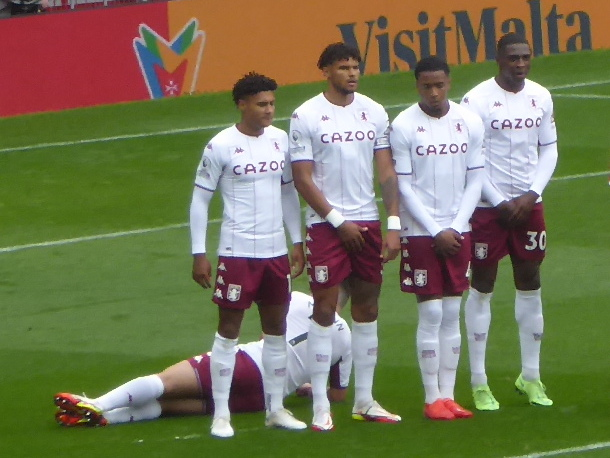
Ollie, primeiro da esquerda para direita, compondo a barreira do Villa em uma cobrança de falta.

Por conta do sucesso coletivo, a equipe rumou à Liga Conferência Europa da UEFA de 2023–24. Nos Play-Offs, ajudou a equipe marcando um hat-trick contra o Hibernian Football Club no jogo de ida. Pela Fase de Grupos, foi importante na campanha que levou o clube até a semifinal ao marcar cinco gols em 10 partidas. Contudo, os ingleses foram superados pelo Olympiacos FC.
Watkins continuou a grande fase na Premier League de 2023–24, contudo, mostrou que além de grande goleador, podia contribuir da mesma forma com o último passe. Desse modo, participou ativamente de 32 gols, sendo 13 assistências e 19 gols, e elevou sua fama no cenário inglês. Apenas Erling Haaland (27), Cole Palmer (22) e Alexander Isak (21) estufaram as redes mais vezes que o inglês do Villa.
Nesta época, destacaram-se o seu hat-trick contra o Brighton na 7ª jornada, seus dobletes contra o Fulham, Luton Town e Brentford, e seus outros gols contra times do Big Six; como o Arsenal, Spurs e Chelsea. Estes importantes pontos conquistados levaram o Villa a atingir a 4ª colocação na tabela. Assim, retornaram à Liga dos Campeões da UEFA após mais de quarenta anos.
Mesmo já tendo sido convocado outrora para competições pela Seleção Inglesa, foi a partir da época 2023–24 que o centroavante tornou-se figura frequente nas convocações de Gareth Southgate. Dessa forma, após a conclusão da época, esteve entre os ingleses chamados para disputa da Euro 2024, onde marcou um gol na semifinal da competição.
Quando voltou ao Campeonato Inglês para época de 2024–25, mostrou-se novamente prolífico no ataque. Mesmo sem repetir os 19 gols, foi relevante ao marcar 16 e garantir a equipe, pela terceira vez consecutiva, em competições europeias. Com 66 pontos, a equipe atingiu a 6ª colocação e disputaria a Liga Europa da época seguinte.
Nesta campanha de nova solidez ofensiva, o atacante comemorou seu único doblete na 4ª rodada na vitória por 3–2 diante o Everton. Pelos próximos dois jogos, marcou um gol diante o Wolves e o Ipswich Town. Eventualmente, retornou aos gols contra equipes como Arsenal, Liverpool e Newcastle.
A equipe também, na mesma temporada, tivera sua campanha mais relevante na Copa da Inglaterra desde a chegada de Watkins. Ele não chegou a balançar as redes, mas esteve em campo na maior parte dos jogos que levou o clube à semifinal da competição mais antiga do futebol profissional. Porém, diante o Crystal Palace, os londrinos os superaram pelo placar de 3–0.
Ollie também entrou em campo em 100% dos jogos da equipe na Liga dos Campeões da UEFA de 2024–25. Em sua estreia na tradicional competição, deu uma assistência para Jacob Ramsey marcar o segundo gol na vitória por 3–0 diante o BSC Young Boys. Seu único gol, porém, só ocorreria na 8ª rodada, quando contribuiu com um tento e duas assistências na vitória por 4–2 diante o Celtic. A equipe rumou até as quartas de final, mas lá foram eliminados pelo PSG em um placar agregado de 4–5 pelos futuros campeões.
Tantos gols na principal competição do futebol inglês elevou a fama do atacante de 29 anos. Tornando-se o maior artilheiro do Villa na história da Premier League, sua forma ofensiva e prolífica dentro da área fez com que outros clubes buscassem sua contratação após o final da época 2024–25. Após frequentes insucessos para posição de centroavante, o Manchester United cogitou contratá-lo antes do inicio da temporada 2025–26.

## Seleção Nacional
Em 18 de março de 2021, Watkins foi convocado por Gareth Southgate para disputar três partidas das Eliminatórias da Copa do Mundo de 2022 contra o San Marino, Albania and Polônia. Em 25 de março de 2021, Watkins fez sua estreia pela Inglaterra entrando no decorrer da goleada de 5–0 sobre San Marino, tendo feito seu primeiro gol pela seleção logo em seu primeiro chute à chute.
Em 25 de março de 2021, Watkins foi um 33 pré-convocados para a Eurocopa de 2020, Porém não esteve na lista final de 26 jogadores para o torneio. Foi também convocado para disputar de dois jogos das Eliminatórias da Copa do Mundo de 2022, contra Andorra e Hungria nos dias 9 e 12 de outubro de 2021, respectivamente. Seu segundo pela Seleção inglesa foi em 29 de março de 2022, na vitória 3–0 sobre a Costa do Marfim.

## Estilo de jogo
Watkins é descrito como um "camisa 10" e diz que Thierry Henry é seu ídolo, tendo dito isso em uma entrevista em 2017:
| “ | Eu tento basear meu jogo nele, acertando os zagueiros e tentando fazer algo acontecer quando eu pegar a bola. | ” |

Foi adaptado na posição de centroavante durante sua temporada de 2019–20 no Brentford.

## Vida pessoal
Sua primeira filha, Amara, nasceu em 16 de setembro de 2021, fruto do relacionamento com sua namorada Ellie Alderson.

## Estatísticas
Atualizadas até 30 de abril de 2023.

### Clubes
| Clubes            | Temporada         | Campeonato nacional | Campeonato nacional | Campeonato nacional | Copa nacional | Copa nacional | Copa nacional | Competição continental | Competição continental | Competição continental | Outros torneios | Outros torneios | Outros torneios | Total | Total | Total   |
| Clubes            | Temporada         | Jogos               | Gols                | Assist.             | Jogos         | Gols          | Assist.       | Jogos                  | Gols                   | Assist.                | Jogos           | Gols            | Assist.         | Jogos | Gols  | Assist. |
| ----------------- | ----------------- | ------------------- | ------------------- | ------------------- | ------------- | ------------- | ------------- | ---------------------- | ---------------------- | ---------------------- | --------------- | --------------- | --------------- | ----- | ----- | ------- |
| Exeter City       | 2013–14           | 1                   | 0                   | 0                   | 0             | 0             | 0             | —                      | —                      | —                      | —               | —               | —               | 1     | 0     | 0       |
| Exeter City       | 2014–15           | 2                   | 0                   | 0                   | 1             | 1             | 0             | —                      | —                      | —                      | —               | —               | —               | 3     | 1     | 0       |
| Exeter City       | 2015–16           | 20                  | 8                   | 4                   | 2             | 1             | 0             | —                      | —                      | —                      | —               | —               | —               | 22    | 9     | 4       |
| Exeter City       | 2016–17           | 48                  | 15                  | 11                  | 4             | 1             | 2             | —                      | —                      | —                      | —               | —               | —               | 52    | 16    | 13      |
| Exeter City       | Total             | 71                  | 23                  | 15                  | 7             | 3             | 2             | 0                      | 0                      | 0                      | 0               | 0               | 0               | 78    | 26    | 17      |
| Weston-Super-Mare | 2014–15           | 25                  | 10                  | 0                   | —             | —             | —             | —                      | —                      | —                      | —               | —               | —               | 25    | 10    | 0       |
| Weston-Super-Mare | Total             | 25                  | 10                  | 0                   | 0             | 0             | 0             | 0                      | 0                      | 0                      | 0               | 0               | 0               | 25    | 10    | 0       |
| Brentford         | 2017–18           | 45                  | 10                  | 5                   | 3             | 1             | 0             | —                      | —                      | —                      | —               | —               | —               | 48    | 11    | 5       |
| Brentford         | 2018–19           | 41                  | 10                  | 8                   | 4             | 2             | 1             | —                      | —                      | —                      | —               | —               | —               | 45    | 12    | 9       |
| Brentford         | 2019–20           | 49                  | 26                  | 3                   | 1             | 0             | 0             | —                      | —                      | —                      | —               | —               | —               | 50    | 26    | 3       |
| Brentford         | Total             | 135                 | 46                  | 16                  | 8             | 3             | 1             | 0                      | 0                      | 0                      | 0               | 0               | 0               | 143   | 49    | 17      |
| Aston Villa       | 2020–21           | 37                  | 14                  | 5                   | 3             | 2             | 0             | —                      | —                      | —                      | —               | —               | —               | 40    | 16    | 5       |
| Aston Villa       | 2021–22           | 35                  | 11                  | 2                   | 1             | 0             | 0             | —                      | —                      | —                      | —               | —               | —               | 36    | 11    | 2       |
| Aston Villa       | 2022–23           | 33                  | 14                  | 6                   | 3             | 1             | 0             | —                      | —                      | —                      | —               | —               | —               | 36    | 15    | 6       |
| Aston Villa       | Total             | 105                 | 39                  | 13                  | 7             | 3             | 0             | 0                      | 0                      | 0                      | 0               | 0               | 0               | 112   | 42    | 11      |
| Total na carreira | Total na carreira | 336                 | 153                 | 44                  | 22            | 9             | 3             | 0                      | 0                      | 0                      | 0               | 0               | 0               | 358   | 127   | 45      |

### Seleção Inglesa
Atualizadas até dia 10 de abril de 2022.
| Seleção    | Ano   | Jogos | Gols |
| ---------- | ----- | ----- | ---- |
| Inglaterra | 2021  | 5     | 1    |
| Inglaterra | 2022  | 2     | 1    |
| Total      | Total | 7     | 2    |

#### Gols pela Seleção
| #  | Data                | Local                                   | Adversário      | Placar | Resultado | Competição                                 | Ref.   |
| -- | ------------------- | --------------------------------------- | --------------- | ------ | --------- | ------------------------------------------ | ------ |
| 1. | 25 de março de 2021 | Estádio de Wembley, Londres, Inglaterra | San Marino      | 5–0    | 5–0       | Eliminatórias para a Copa do Mundo de 2022 | [ 84 ] |
| 1. | 29 de março de 2021 | Estádio de Wembley, Londres, Inglaterra | Costa do Marfim | 1–0    | 3–0       | Eliminatórias para a Copa do Mundo de 2022 | [ 85 ] |

## Títulos

### Prêmios individuais
- Jogador jovem do ano da EFL: 2016–17[carece de fontes?]
- Jogador Jovem do mês da English Football League: março de 2016[carece de fontes?]
- Jogador do mês pelos Fãs da PFA: março de 2016[carece de fontes?]
- Jogador do mês da Football League Two: janeiro de 2017[carece de fontes?]
- Jogador do ano da EFL Championship: 2019–20[86]
- Artilharia da EFL Championship de 2019–20: 26 gols[87]
- Líder de assistências da Premier League de 2023–24: 13 assistências[47]